# Anton Kochanowski von Stawczan

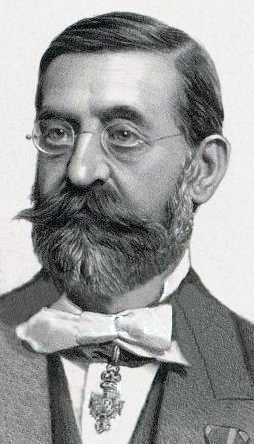
Anton Kochanowski von Stawczan 1877

Anton Kochanowski, ab 1873: Anton Kochanowski Ritter von Stawczan (poln. Antoni Kochanowski ze Stawczan), ab 1898: Anton Kochanowski Freiherr von Stawczan (* 17. November 1817 in Tarnopol, Galizien; † 10. September 1906 in Czernowitz (Cernăuți)) entstammte einem alten polnischen Adelsgeschlecht. Er war k. (u.) k. Politiker, langjähriger Bürgermeister von Czernowitz, Abgeordneter des Bukowiner Landtags, des österreichischen Reichsrats und Landeshauptmann des Herzogtums Bukowina.

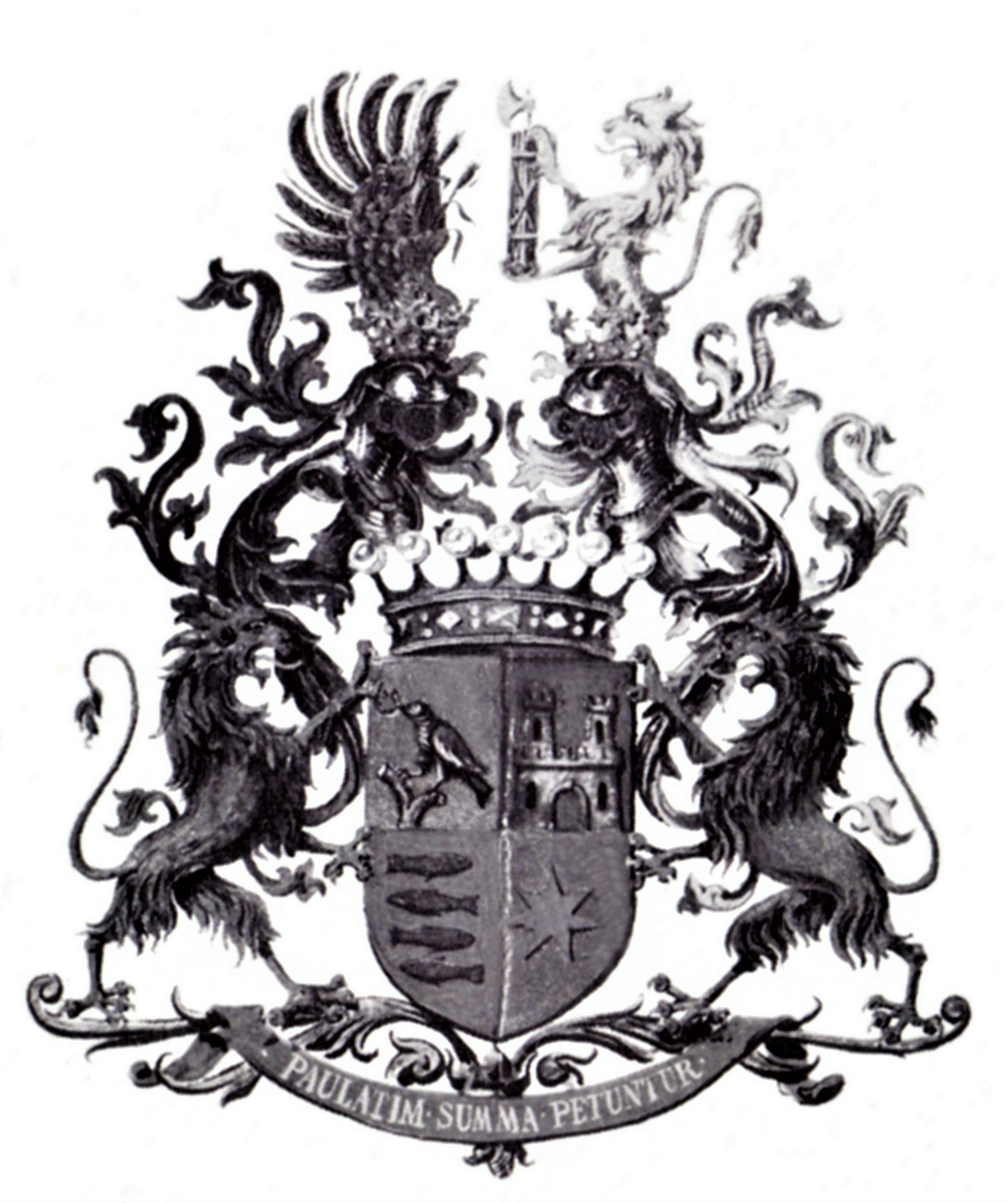
Wappen Kochanowski von Stawczan, Freiherren 1898

## Biografie
Anton Kochanowski von Stawczan war der Sohn des Anton Corvinus Kochanowski (1785–1841) aus der Wappengenossenschaft Korwin, Großgrundbesitzer auf Stawczany und Kiczera in Galizien und ein Nachfahre des bekannten polnischen Dichters Jan Kochanowski. Er wurde 1822 in Tarnopol eingeschult, doch zog der Vater mit seiner Familie wegen seiner Versetzung als Kreissekretär bereits 1823 nach Czernowitz. Von 1827 bis 1835 besuchte er sodann das Gymnasium von Czernowitz, studierte anschließend an der Universität von Lemberg Jura und arbeitete bei verschiedenen Rechtsanwälten in Lemberg und Stanislau als Konzipist.
Ab Juni 1847 legte Kochanowski drei Prüfungen: zum Rechtsvertreter in Czernowitz, für das Zivilrechtsamt sowie das Amt des Grenzkämmerers. Mit Erlass des Justizministeriums vom 13. August 1850 wurde er Rechtsvertreter in Czernowitz, später (1868–1875) sogar Präsident der Bukowiner Advokatenkammer. Wegen seiner Ernennung zum Landeshauptmann trat er von diesem Amt zurück.
Anton Kochanowski schloss sich früh der Deutschliberalen Partei an, als deren Mandatar er sich in den folgenden Jahrzehnten in zahlreichen öffentlichen Körperschaften erfolgreich betätigte. So gehörte er schon seit der Konstituierung des Czernowitzer Gemeinderats 1864 dieser Körperschaft an. Er wurde nach der Demission des Bürgermeisters Jakob Ritter von Petrowicz erstmals, für die Restperiode von zwei Jahren in dieses Amt gewählt. Er bekleidete den Posten vor seiner Wahl zum Landeshauptmann auch noch von 1868–1870 und 1872–1876. Parallel dazu war er 1866–1874 Reichsrats- und 1868–1904 Landtagsabgeordneter. Während dieser Zeit wurde er auch 1868 zum ersten sowie 1871 zum zweiten Mal zum Landeshauptmannstellvertreter ernannt.
1874–84 bekleidete Kochanowski die Würde des Landeshauptmanns der Bukowina, zuerst für vier Jahre. Seit dem Tod seines Vorgängers Eudoxius Freiherr von Hormuzaki, 1878, für weitere sechs Jahre. Von 1900 bis 1904 war er nochmals Landeshauptmannstellvertreter.
Nach seiner Abwahl als Landeshauptmann stand er ein weiteres Mal als Bürgermeister an der Spitze der Gemeindeverwaltung der Landeshauptstadt, zuerst als Nachfolger des verstorbenen Wilhelm von Klimesch, dann, stets wiedergewählt, bis 1905. Unter seiner Leitung erfuhr die Kommune eine Entwicklung ohnegleichen. Er sorgte vor allem für die Errichtung von Elektrizitäts- und Wasserwerken, für den Ausbau der Kanalisation und für den Bau einer elektrischen Straßenbahn.
Für seine Verdienste vielfach geehrt und ausgezeichnet wurde Kochanowski am 10. April 1873 als Besitzer des Ordens der Eisernen Krone 3. Klasse in den erblichen Ritterstand mit dem Prädikat „von Stawczan“ sowie mit Allerhöchster Entschließung von Kaiser Franz Joseph I. am 30. November 1898 (Diplom vom 22. Februar 1899) anlässlich der Feier des 50-jährigen Regierungsjubiläums Seiner Majestät in den Freiherrenstand erhoben.
Anton Kochanowski von Stawczan war seit 1889 sowohl Ehrenbürger, als auch seit dem 4. April 1905 Ehrenbürgermeister der Stadt Czernowitz, zudem wurde nach ihm die Bürgermeister-Kochanowski-Gasse in Czernowitz benannt.
| Vorgänger                       | Amt                                               | Nachfolger                     |
| ------------------------------- | ------------------------------------------------- | ------------------------------ |
| Eudoxius Freiherr von Hormuzaki | Landeshauptmann des Herzogtums Bukowina 1874–1884 | Alexander Wassilko von Serecki |

## Auszeichnungen
- Orden der Eisernen Krone (III. Klasse) (1872)
- Komturkreuz des Kaiserlich-Österreichischen Franz-Joseph-Ordens (1875)
- Orden der Eisernen Krone (II. Klasse) (1884)
- St.-Anna-Orden II. Klasse (1888)
- Komtur des königlich rumänischen Ordens „Stern von Rumänien“, 1898[7]
- Gregoriusorden (Komtur mit Stern) (1898)
- königlich preußischer Roter Adlerorden 2. Klasse (1901)[8]

Stammwappen der Kochanowski (Wappengemeinschaft Korwin)
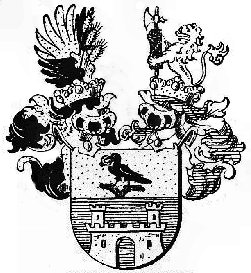
Wappen Kochanowski von Stawczan (Ritter) 1873